# Сандбек, Столе
Столе Сандбек (норв. Ståle Sandbech; род. 3 июня 1993 года, Берум, Норвегия) — норвежский сноубордист, выступающий в слоупстайле и биг-эйре.
- Серебряный призёр зимних Олимпийских игр 2014 года в слоупстайле;
- Трёхкратный бронзовый призёр X-Games (в биг-эйре - 2013 и 2014; в слоупстайле - 2014).
- Чемпион мира среди юниоров 2010 в слоупстайле.